# Myrmoxenus gordiagini
Myrmoxenus gordiagini là một loài côn trùng thuộc họ Formicidae. Loài này có ở Croatia và Nga. Môi trường sống tự nhiên của chúng là rừng ôn đới.